# Krishnan Sasikiran
Krishnan Sasikiran (nacido el 7 de enero de 1981, en Madrás, India) es un  Gran Maestro Internacional de ajedrez indio. 
En abril de 2007, en la lista de la FIDE, ocupa el puesto 25º del mundo con un Elo de 2690 y número 2 de la India, tras Viswanathan Anand.
Es llamado "Sasi", por sus conocidos.
- En 2000, obtuvo el título de Maestro Internacional de ajedrez.
- En 2001, ganó el famoso torneo de Hastings.
- En 2003, fue el cuarto campeón de Asia individual de ajedrez.
- En 2006, ganó la medalla de oro en los Campeonatos asiáticos por equipos.

En mayo de 2007, fue segundo, tras el campeón Veselin Topalov, en el III Torneo M-tel de ajedrez, siendo líder hasta la última jornada, donde fue vencido por Topalov.
La clasificación final del M-tel, 2007 fue:
| Posición | País                      | Participantes          | Puntos |
| -------- | ------------------------- | ---------------------- | ------ |
| 1        | Bandera de Bulgaria       | Veselin Topalov        | 5,5    |
| 2        | Bandera de la India       | Krishnan Sasikiran     | 5      |
| 3        | Bandera de Azerbaiyán     | Shakhriyar Mamedyarov  | 5      |
| 4        | Bandera de Estados Unidos | Gata Kamsky            | 5      |
| 5        | Bandera de Rumania        | Liviu-Dieter Nisipeanu | 5      |
| 6        | Bandera de Inglaterra     | Michael Adams          | 4,5    |